# アールト大学駅
アールト大学駅（フィンランド語: Aalto-yliopiston metroasema, スウェーデン語: Aalto-universitetets metrostation, 英語: Aalto University Metro Station）は、ヘルシンキ地下鉄の駅。2017年11月に開業したランシメトロ（西部地下鉄）の一部。 エスポー市オタニエミにあり、アールト大学オタニエミキャンパスに直結している。ヘルシンキ大学駅、ラウタティエントリ駅と同じく、英語名が表記されている駅である。

## 駅構造
出口は東西に2箇所あり、それぞれエスカレーターが3機設置されている。プラットホームは島式の1面2線である。

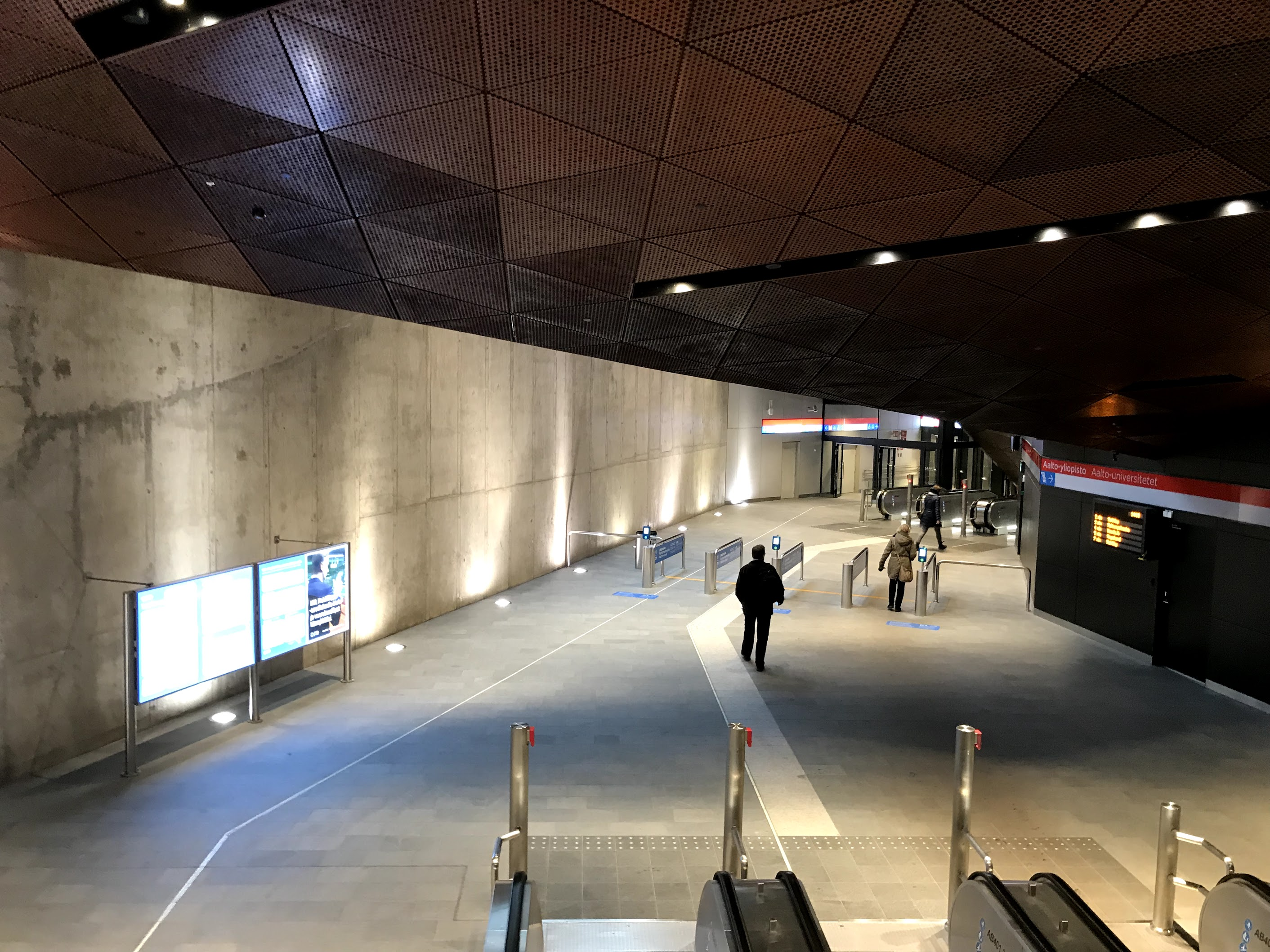
駅コンコースの様子

### のりば
| （北側） | ■ | タピオラ・マティンキュラ方面 |
| （南側） | ■ | メッルンマキ・ヴオサーリ方面 |

※進行方向は右側通行である。

## 歴史
- 2017年11月18日　開業。

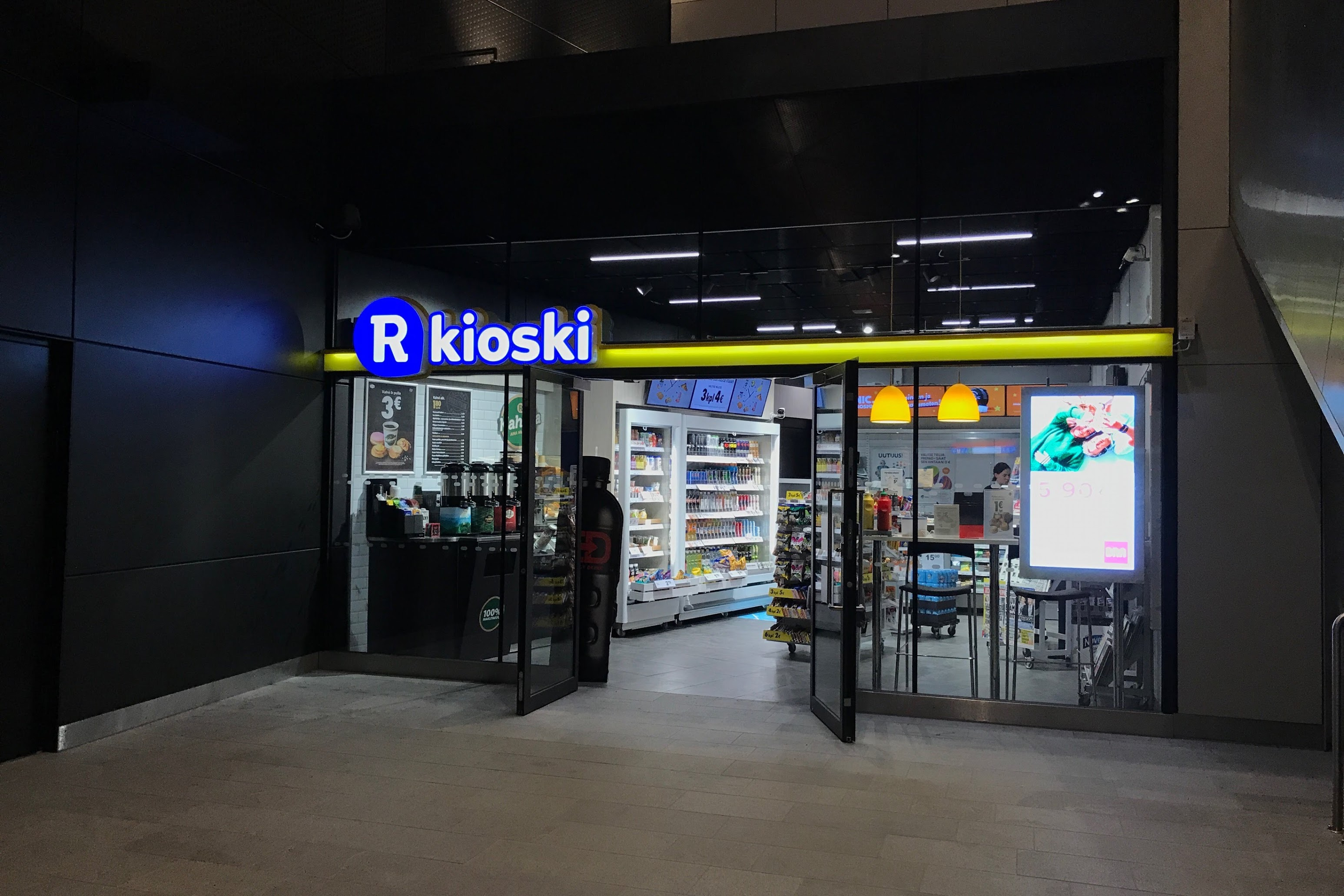
駅構内にあるR-Kioski

- 2017年12月27日　駅コンコースにR-Kioski（コンビニエンスストア）が開業。
- 2018年1月3日　カンピ駅からアールト大学駅を通るHSLのバスルート（102, 102T, 103, 103T, 195等）が廃止され、同区間は地下鉄に置き換えられた。[1]。また、地下鉄の終電後に夜行バス（551N, カンピ行）の運行が開始された。
- 2018年夏　駅舎とアールト大学School of Businessのキャンパスが直結し、"Aalto University Metro Centre" がオープン。[2]。
- 2023年10月21日、ヨケリ・ライトレールが開通し乗換駅となる。

## 駅周辺
- アールト大学オタニエミキャンパス
- アールト・デザイン・ファクトリー